# Победінський Володимир Дмитрович
Володи́мир Дми́трович Победі́нський (нар. 21 жовтня 1991, Овруч, Житомирська область, Україна — пом. 7 березня 2015, с. Широкине, Волноваський район, Донецька область, Україна) — солдат резерву Національної гвардії України, доброволець батальйону «Донбас», псевдо «Кріт».

## Життєпис
Народився 1991 року в Овручі, в дитинстві родина переїхала до Мангуша, де він у 2009 році закінчив Мангуську загальноосвітню школу № 2. Відвідував танцювальний гурток, займався спортом, захоплювався комп'ютерами. Пройшов строкову службу в армії. Працював у сфері ІТ-технологій.
У зв'язку з російською збройною агресією проти України влітку 2014 добровольцем став на захист Батьківщини, рідної Донеччини.
Солдат резерву, стрілець-помічник гранатометника, снайпер 2-го батальйону спеціального призначення НГУ «Донбас».
7 березня 2015-го загинув під час відбиття танкової атаки терористів поблизу села Широкине. Впродовж дня російські збройні формування обстрілювали позиції українських захисників з мінометів, гранатометів та стрілецької зброї, а близько 16:00 вели вогонь з танка. Під час бою танковий снаряд вибухнув за кілька метрів від Володимира, він загинув від численних уламкових поранень. Боєць з позивним «Марсель» зазнав контузії. У бій ввели танк загону спецпризначення НГУ «Азов», спільними зусиллями підбито БМП противника.
Похований 10 березня на кладовищі Мангуша.

## Нагороди та вшанування
За особисту мужність і високий професіоналізм, виявлені у захисті державного суверенітету та територіальної цілісності України, вірність військовій присязі нагороджений орденом «За мужність» III ступеня (посмертно).
8 травня 2015 в Мангуській ЗОШ № 2 на урочистій шкільній лінійці відбулося відкриття меморіальної дошки на честь загиблого бійця батальйону «Донбас» Володимира Победінського.